# Lipovača (żupania karlowacka)
Lipovača – wieś w Chorwacji, w żupanii karlowackiej, w gminie Rakovica. W 2011 roku liczyła 157 mieszkańców.